# Grandia III
Grandia III (яп. グランディアIII Гурандиа Сури) — японская ролевая игра для приставки PlayStation 2, разработанная студией Game Arts и выпущенная в августе 2005 года компанией Square Enix, представляет собой третью номерную часть серии Grandia. Версия для Северной Америки появилась в феврале 2006 года, релиз для PAL-региона не последовал.

## Игровой процесс
Игрок управляет группой персонажей, которые путешествуют по полностью трёхмерному миру, общаясь с другими персонажами и сражаясь с противниками. Геймплей во многом напоминает предыдущие части серии, хотя и отличается рядом уникальных особенностей. Главный герой в ходе путешествия может вербовать себе в команду многих других героев и различных существ, называемых здесь стражами (англ. Guardians), чтобы они впоследствии оказывали бы ему поддержку в боях. Передвижение по мировой карте, в отличие от большинства ролевых игр, осуществляется не пешком, а по воздуху внутри летающего агрегата.
Сражения происходят по классическому для Grandia принципу, когда действующие лица ходят по очереди в зависимости от показателя скорости каждого, при этом существует единая шкала времени, которая тратится не только на выполнение каких-то атак или приёмов, но и на передвижение персонажа из одной точки поля боя в другую. Каждый раз, как подходит очередь ходить какого-либо персонажа, разворачивающиеся на экране события останавливаются, и игрок получает возможность в ходе неограниченно долгого промежутка времени выбирать для него команды. Всего существуют два типа стандартных атак: комбинационные и критические.

## Сюжет
События Grandia III разворачиваются в безымянном вымышленном мире с хорошо развитыми технологиями и магией. Главным героем выступает молодой человек по имени Юки, управляющий воздушным транспортным средством и мечтающий стать великим пилотом, подражая своему кумиру, легендарному капитану Шмидту. Однако, когда он вместе с матерью встречает девушку Альфину, способную взаимодействовать со стражами, духовными защитниками мира, они оказываются втянутыми в грандиозное приключение, в ходе которого должны раскрыть таинственные секреты прошлого и одолеть злого духа по имени Ксорн.

## Разработка
Впервые Grandia III была анонсирована в марте 2005 года на страницах японского еженедельника Famitsu, в частности, там сообщалась информация, что компании Game Arts и Square Enix собираются выпустить следующую игру серии для приставки PlayStation 2, как и предшествовавшею ей Grandia Xtreme. Проект возглавил режиссёр Хидэнобу Такахаси, в прошлом художественный руководитель Grandia II, он отметил, что разработчики стараются сохранить традиционную для серии концепцию «путешествия, драмы и мечты», сохранить общий оптимистический настрой сюжета, но сделать при этом игру более пригодной для взрослой аудитории. Дизайны персонажей выполнил художник Ёу Ёсинари, автором сценария выступил Такахиро Хасэбе — оба принимали участие в создании оригинальной Grandia. Сюжетные видеоролики, время от времени прерывающие игровой процесс, разрабатывались под руководством Микитаки Курасавы, который известен по той же работе для игры Onimusha от Capcom. По словам представителей Square Enix, если сложить продолжительность всех видео-кат-сцен, получится видеоряд по времени соответствующий трём полнометражным фильмам. Боевая система разрабатывалась с той мыслью, чтобы быть как можно более похожей на системы предыдущих частей, при этом Такахаси отмечал, «она должна получиться очень комплексной и одновременно очень простой для освоения», добавив, что «сочетание интригующей истории, скоростной боевой системы и завораживающего окружения должно стать гарантией по-настоящему захватывающего приключения». В апреле 2005 года открылся официальный сайт игры, который вплоть до августа сообщал все новости обо всех событиях, связанных с разработкой. Музыку для саундтрека сочинил ветеран серии, композитор Нориюки Ивадарэ, ответственный за музыкальное сопровождение всех предыдущих частей.
Английская версия Grandia III была анонсирована в декабре 2005 года в виде открывшегося тизер-сайта от компании Square Enix. В январе 2006 года выяснилась окончательная дата релиза на территории Северной Америки, при этом стало известно также о создании следующей и на данный момент последней части серии — Grandia Online.

## Отзывы и критика
| Сводный рейтинг       | Сводный рейтинг |
| Агрегатор             | Оценка          |
| --------------------- | --------------- |
| GameRankings          | 78,60 %         |
| Metacritic            | 77 %            |
| Иноязычные издания    |                 |
| Издание               | Оценка          |
| 1UP.com               | B+              |
| Eurogamer             | 6 / 10          |
| Famitsu               | 35 / 40         |
| Game Informer         | 8,75 / 10       |
| GamePro               | 4 / 5           |
| GameSpot              | 7,6 / 10        |
| IGN                   | 7,6 / 10        |
| Русскоязычные издания |                 |
| Издание               | Оценка          |
| «Страна игр»          | 8,5 / 10        |

В Японии игра имела в основном положительные отзывы, по итогам первой недели после релиза став второй самой продаваемой игрой этой страны с 122 тысячами проданных копий, при том что к концу 2005 года продажи составили 234 тысячи. Журнал Famitsu дал ей 35 баллов из 40 возможных, наградив платиновой премией выбора редакции.
В Северной Америке реакция тоже была умеренно положительной, в частности, агрегаторы рецензий Metacritic и GameRankings присвоили ей 77 и 78 % рейтинга соответственно. В основном обозреватели хвалили удобную боевую систему, например, американский журнал Electronic Gaming Monthly отметил на этот счёт, что «полу-пошаговые сражения превосходны, поскольку удачно сохраняют баланс между стратегичностью и визуальными эффектами», однако, при всём при том издание с критикой отнеслось к излишне линейному сюжету. Журнал GamePro согласился с мнением относительно сражений, назвав их «интригующими», тем не менее, в отношении сюжета он пришёл к выводу, что он «скорее переполнен приевшимися штампами и клише, нежели эпичностью и шармом». Персонажи, по их мнению, шаблонны, а мотивация их не вызывает интереса. Портал GameSpot счёл главным недостатком игры небольшую продолжительность и недостаточное количество сторонних, необязательных для прохождения квестов, хотя Grandia III, следуя обзору, сохраняет традиционную ненавязчивость предыдущих частей и имеет право на жизнь среди прочих японских ролевых игр. В рецензии 1UP.com подмечена примечательная особенность, что два диска, на которых распределён контент, слабо сочетаются друг с другом, и во время игрового процесса невольно возникает такое ощущение, что проходишь две абсолютно разные игры. В обзоре газеты The New York Times критик Чарльз Герольд называет боевую систему «возможно, лучшей пошаговой боевой системой за всё время существования ролевых игр».
Несоизмеримость качества двух дисков подмечает и «Страна игр»: «Стартовавший с места в карьер сюжет после двадцатого часа потихоньку затухает, радуя лишь редкими по-настоящему эмоциональными диалогами. Да и что греха таить — самые яркие персонажи сходят со сцены ещё на первом DVD, а их преемники не всегда держат марку». Eurogamer называет Grandia III посредственной ролевой игрой, но опять же соглашается насчёт удобной боевой системы: «Эта в общем-то слабенькая игра заставляет себя уважать своими фантастическими сражениями, однако одной лишь боевой системы недостаточно, чтобы считать игру стоящей». Кроме того, издание подвергло критике вступительную композицию в стиле J-pop, назвав её отвратительной.